# Хассе, Хельмут
Хельмут Ха́ссе (Гельмут Гассе 25 августа 1898, Кассель, Германская империя, — 26 декабря 1979, Аренсбург, ФРГ) — немецкий математик. Работал в Галле, Марбурге, Гёттингене и Берлине.
Основные труды по алгебраической теории чисел, внёс фундаментальный вклад в теорию полей классов, известны работы по применению p-адических чисел к теории локальных полей классов и диофантовой геометрии (принцип Хассе), работы о локальной дзета-функции.

## Биография
После службы на флоте во время Первой мировой войны учился в Гёттингенском университете, затем в Марбургском под руководством Курта Гензеля. В 1921 году защитил диссертацию, содержащую результат, известный позднее как теорема Хассе — Минковского о квадратичных формах над числовым полем. Затем преподавал в университетах Киля, Галле и Марбурга. В 1934 году занял место Германа Вейля в Гёттингене.
По политическим взглядам был право-радикальным националистом, в ноябре 1933 года подписал декларацию немецких профессоров в поддержку Адольфа Гитлера, пытался вступить в нацистскую партию в 1937 году, но ему было отказано из-за его еврейских корней. После войны вернулся в университет Гёттингена, но был уволен британской администрацией. После краткого пребывания в Берлине Хассе с 1948 года получил позицию профессора в Гамбурге.
Хассе сотрудничал со многими математиками, в частности, с Эмми Нётер и Ричардом Брауэром в работах над простой алгеброй, с Гарольдом Дэвенпортом над суммами Гаусса (соотношения Хассе — Дэвенпорта) и с Джахитом Арфом над теоремой Хассе — Арфа, с Германом Вейлем (ввели дзета-функцию Хассе — Вейля, играющую существенную роль в задаче тысячелетия — гипотезе Бёрча — Свиннертон-Дайера), с Эмилем Артином (экспонента Артина — Хассе).